# بيت آدامز
بيت آدامز (بالإنجليزية: Pete Adams)‏ هو لاعب كرة قدم أمريكية أمريكي، ولد في 4 مايو 1951 في سان دييغو في الولايات المتحدة.

## وصلات خارجية
- بيت آدامز على موقع مرجع كرة القدم المحترفة.كوم (الإنجليزية)